# Emarginula crassa
Emarginula crassa is een slakkensoort uit de familie van de Fissurellidae. De wetenschappelijke naam van de soort is voor het eerst geldig gepubliceerd in 1813 door J. Sowerby.